# Sistema nervioso entérico

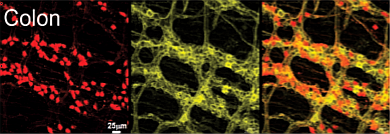
Plexo intestinal con aspecto de red. Los puntos rojos son células.

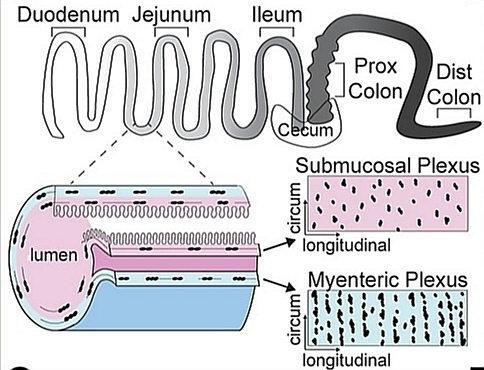
Esquema de la ubicación de los Plexos del Sistema Nervioso Entérico.

El sistema nervioso entérico (ENS en inglés) es la subdivisión del sistema nervioso autónomo que se encarga de controlar directamente la motilidad gastrointestinal, la vascularización de los diferentes sectores y las secreciones del aparato digestivo, además de advertir sobre el hambre y la saciedad. El SNE se encuentra localizado en el espesor de  los tejidos que conforman las paredes de: el esófago, el estómago, el intestino delgado y el colon.

El SNE se encarga de funciones autónomas, como la coordinación de reflejos intestinales, la regulación de la secreción, las contracciones peristálticas, la absorción, la sensación de saciedad, las funciones inmunes y el eje intestino-cerebro. 

## Embriología
El sistema nervioso entérico (SNE) se forma durante el desarrollo embrionario, cuando las células de la cresta neural (del sistema nervioso), migran hacia el tracto gastrointestinal.

En humanos, las células precursoras vagales de la cresta neural ubicadas en las somitas 1 a 7, migran aproximadamente en la cuarta semana de gestación.

Es una migración de la cresta neural sobre todo del romboencéfalo hasta los 2/3 anteriores (proximal) de la longitud del colon y de la cresta neural desde 1/3 posterior (distal) del colon hasta el ano.

## Estructura
El sistema nervioso entérico (SNE) es un sistema complejo de neuronas y glía en la pared intestinal. 
El (SNE) está compuesto por una red calculada en 100 millones (100  000  000,  1 × 108) de neuronas, tantas como en la médula espinal, repartidas por los 10 metros (m) aproximados del tubo digestivo. El SNE es un sistema muy complejo, que consiste en una red neuronal capaz de actuar independientemente del encéfalo.
El SNE se trata de un sistema local, organizado de forma sistemática y con capacidad de operación autónoma, comunicado con el sistema nervioso central (SNC) a través de los sistemas simpático y parasimpático. Estos envían información motora al intestino, al mismo tiempo que el intestino envía información sensitiva.
Las neuronas del SNE se agrupan en dos tipos de ganglios nerviosos: que se denominan plexos mio-entéricos (musculares) y plexos submucosos (secretores).

### Plexos intestinales
Los plexos son estructuras nerviosas formadas por somas y axones de neuronas dispuestos en redes. 
Cada uno de estos plexos está formado por ganglios (o nodos), que están conectados entre sí mediante  las hebras internodales. Cada ganglio es una colección de varios tipos de neuronas.  

#### Plexo submucoso o de Meissner
Es una red continua desde el esófago hasta el esfínter anal externo localizada en la submucosa. Se encarga de la regulación de la secreción de hormonas, enzimas y todo tipo de sustancia secretada por las diferentes glándulas que se encuentran a lo largo del tubo digestivo. Presenta pocas neuronas, y de tipo estimula el cuerpo.

#### Plexo mientérico o de Auerbach
Se encuentra entre las capas musculares circular y longitudinal del intestino; es menor en el esófago y estómago; pero se encuentra abundantemente en el intestino y escasos al final del canal anal. Es el encargado de los movimientos intrínsecos gastrointestinales.
Incluye neuronas aferentes o sensoriales, interneuronas y neuronas eferentes o motoras, de modo que puede actuar como centro integrador de señales en ausencia de input del SNC y llevar a cabo actos reflejos. 
El circuito neuronal más básico del sistema nervioso entérico, consta de un número limitado de elementos celulares: una neurona sensorial que directamente, o a través de una interneurona, que hace sinapsis con una neurona motora de salida excitatoria o inhibidora. Este circuito, como un módulo se repite de forma sistemática para formar el plexo. Sin embargo neuronas entéricas que inervan diferentes objetivos se mezclan dentro de los ganglios.

## Fisiología

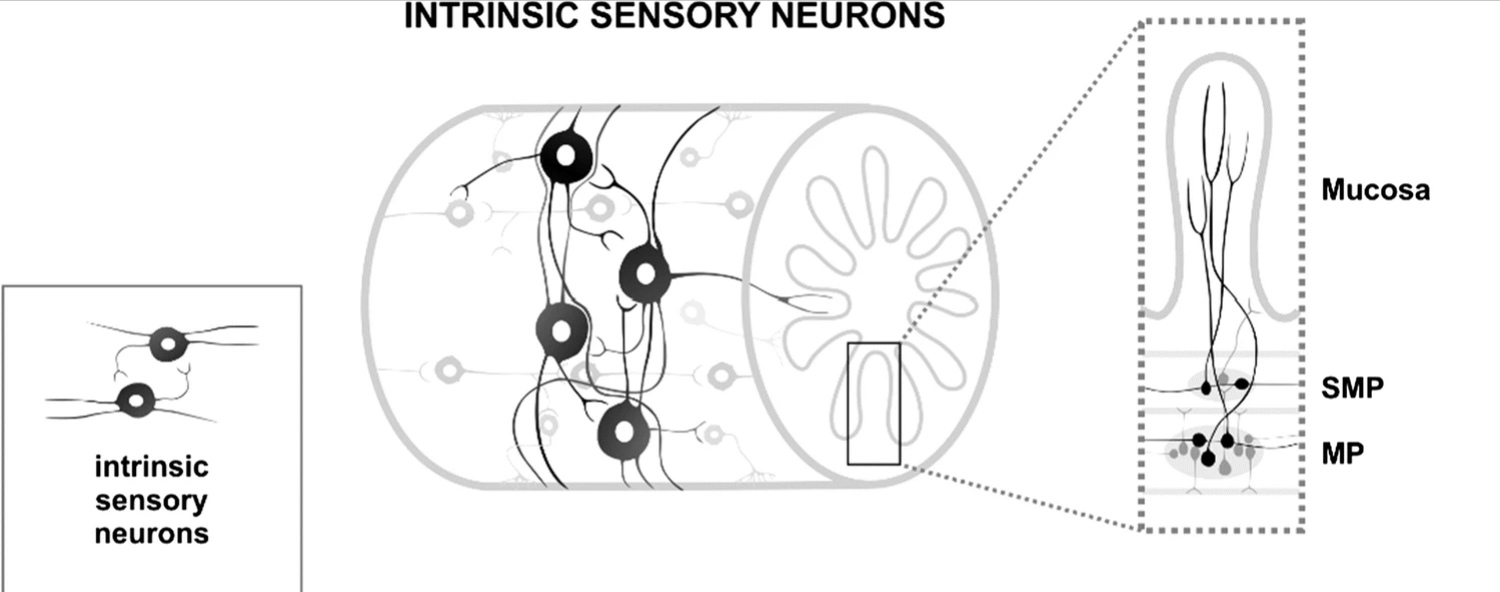
Disposición de Neuronas Sensoriales Intrínsecas en el Plexo del SNE.

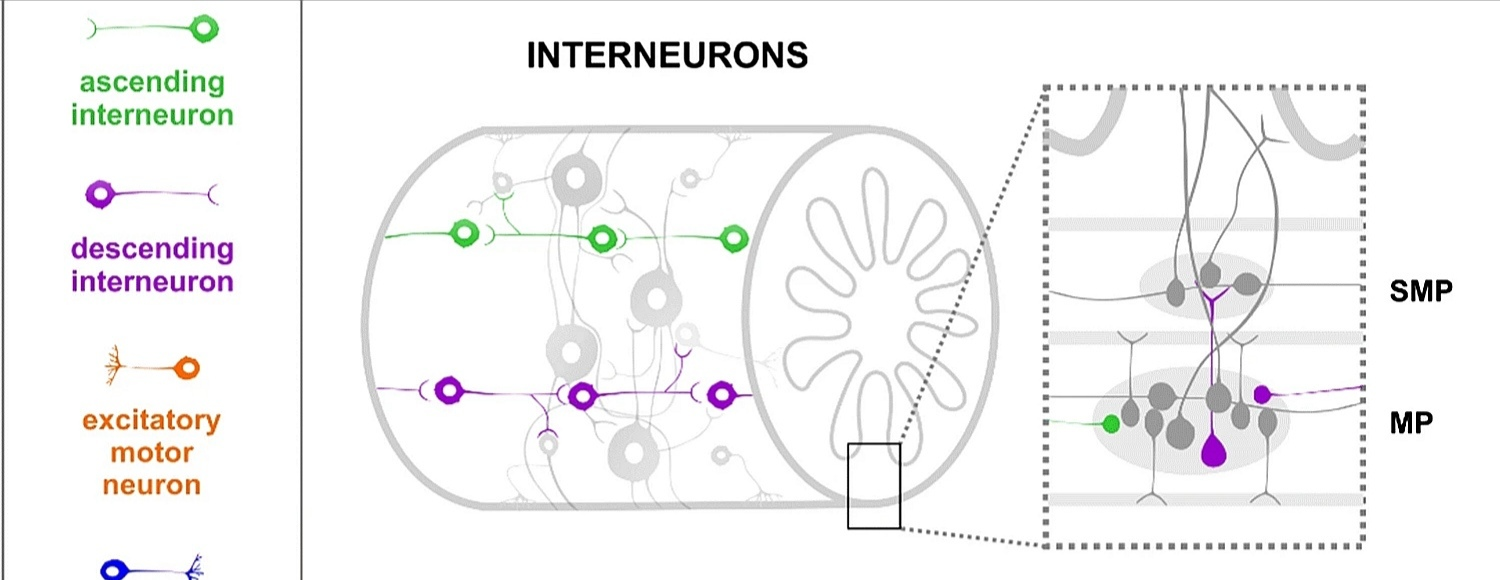
Disposición de InterNeuronas en el SNE.

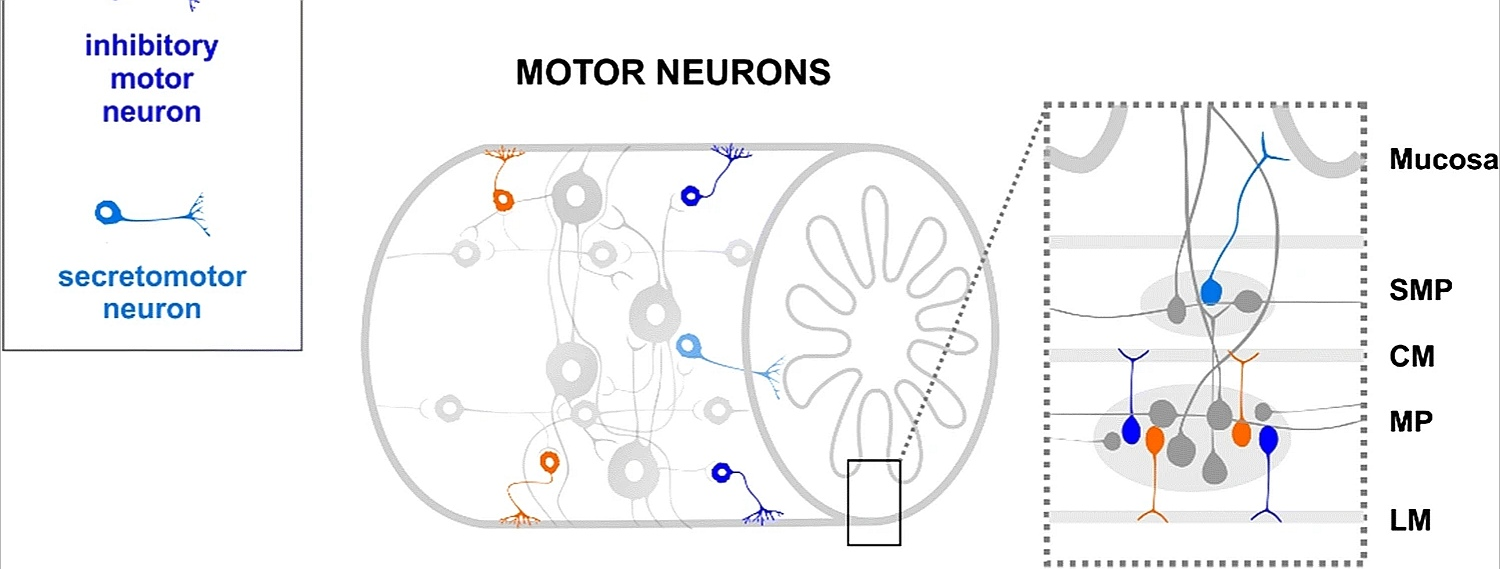
Disposición de Neuronas Motoras y Secretomotoras en el Plexo del SNE.

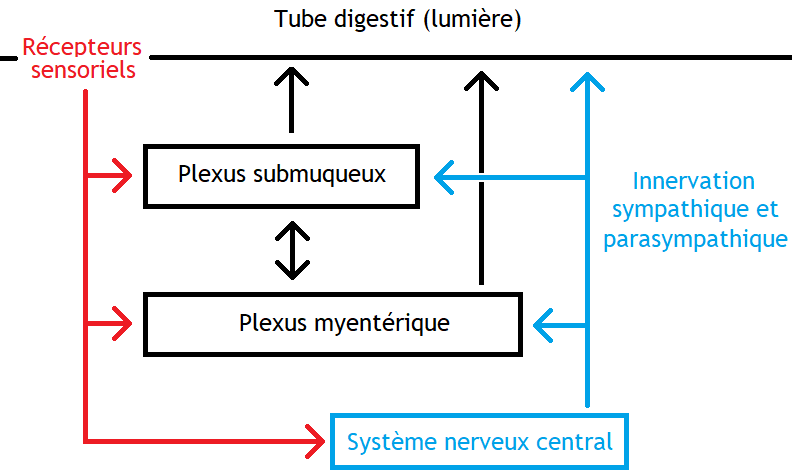
Relaciones funcionales del SNE

El sistema nervioso entérico (SNE) tiene la capacidad de monitorizar eventos en el espesor de la pared intestinal y dentro de la luz intestinal para generar los reflejos que provocarán unos patrones apropiados de motilidad, de absorción, de secreción y de flujo sanguíneo para digerir y absorber o bien para diluir y expulsar el contenido gastrointestinal.
El SNE es capaz de funcionar independientemente del cerebro y la médula espinal, pero depende de la inervación del nervio vago y  de los ganglios prevertebrales en sujetos sanos. 
El SNE tiene conexiones sinápticas entre las neuronas sensoriales, las interneuronas y las neuronas motoras. Las interneuronas están interconectadas en redes neuronales que procesan información sobre el estado del intestino y tienen diferentes patrones de comportamiento programado.
En el SNE, las neuronas se pueden agrupar en categorías según sus funciones: neuronas aferentes primarias, interneuronas ascendentes, interneuronas descendentes, neuronas motoras excitadoras, neuronas motoras inhibidoras, neuronas vasomotoras y neuronas secretomotoras. 
En el intestino delgado de la cobaya, un segmento de 10 milímetros (mm) contiene aproximadamente: 6500 neuronas intrínsecas aferentes primarias en el plexo mientérico; 1200 interneuronas ascendentes, 3000 interneuronas descendentes; y, 4000 neuronas motoras inhibitorias y 3000 excitatorias que inervan al músculo circular.

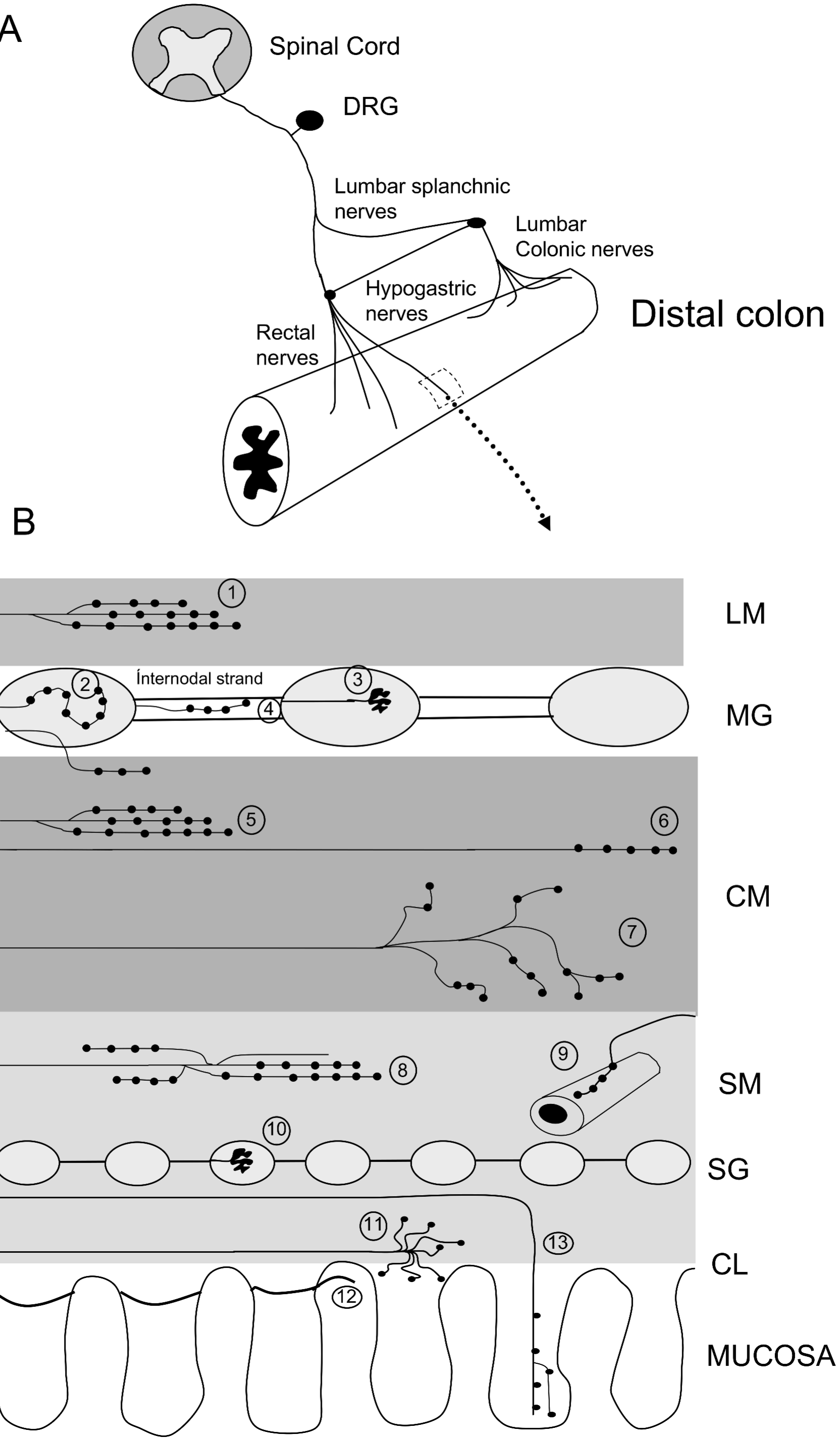
Terminaciones de Neurona de Ganglio de Raíz Dorsal (DRG) en el Colon.

Las neuronas que envían sus axones desde el intestino a los ganglios prevertebrales (víscero-fugas), cuyos cuerpos celulares están dentro de la pared intestinal, proporcionan un impulso sináptico excitador a las neuronas simpáticas que controlan la motilidad intestinal y la secreción intestinal. Las neuronas víscero-fugas son directamente mecanosensibles a la compresión y el estiramiento focales.

### Neuronas motoras excitatorias e inhibitorias
Las neuronas motoras representan la conexión final de los ganglios con las células musculares lisas de las capas circular y longitudinal. Se pueden subclasificar en motoneuronas excitatorias e inhibitorias. 

El óxido nítrico (NO) y el ATP son los principales neurotransmisores inhibitorios. Las neuronas nitrérgicas sintetizan NO, que difunde a través de la membrana celular, uniéndose a su receptor y activando posteriormente mecanismos intracelulares que provocan finalmente una relajación muscular. 
El ATP actúa como neurotransmisor inhibitorio junto con el NO.

## Funciones
El sistema nervioso entérico (SNE) se encarga de funciones autónomas, como la coordinación de reflejos intestinales, los movimientos peristálticos, la regulación de la secreción, como la biliar y la pancreática, las contracciones peristálticas, la absorción, la sensación y las funciones inmunes.
El SNE posee una amplia gama de propiedades de reparación, de mantenimiento y de adaptación, que se activan en respuesta a diferentes estímulos fisiológicos o nocivos.
El SNE interactúa con el sistema inmunológico, la microbiota intestinal y el epitelio cilíndrico para mantener la defensa de la mucosa y la función de barrera.